# Hattingen (Immendingen)
Hattingen ist ein Ortsteil der Gemeinde Immendingen im Landkreis Tuttlingen in Baden-Württemberg. Im Oktober 2022 hatte Hattingen 824 Einwohner.

## Geographie
Der Ort Hattingen liegt auf 780–850 Meter über dem Meeresspiegel. Das Dorf liegt unterhalb des Witthoh auf der Hegaualb. Vom Dorf besteht ein Blick über den Hegau und den Bodensee bis zur Alpenkette. Hattingen liegt in der Nähe der Donauversinkung, wo das Wasser der Donau versickert und 11,7 Kilometer weiter südlich in der Karstquelle Aachtopf bei Aach wieder hervortritt. Unweit des Ortes liegt das Naturschutzgebiet Schopfeln-Rehletal mit seltenen Orchideen.

## Geschichte
Die erste urkundliche Erwähnung reicht in das Jahr 973 zurück. Graf Berchtold verhalf Hattingen im Reichenauer Schenkungsverzeichnis diese erste Erwähnung. Hattingen selbst ist aber wesentlich älter, denn die Endung „-ingen“ weist auf eine alemannische Gründung im ersten Jahrtausend hin.
Das Dorf Hattingen war im Mittelalter im Besitz verschiedener Ortsherren, 1588 gehörte es zum Herrschaftsgebiet der Hewen und kam dann 1806 zum Großherzogtum Baden. Aus wirtschaftlicher Not wanderten im 19. Jahrhundert viele Hattinger nach Amerika aus, die meisten am 18. Oktober 1859.
Auch Hattingen wurde vom Zweiten Weltkrieg nicht verschont: Am 13. Februar 1945 wurde der Hattinger Bahnhof das Ziel alliierter Bomber, da sich im Hattinger Bahnhofstunnel Heinrich Himmler aufgehalten haben soll. Am 21. April 1945 wurde Hattingen von französischen Truppen besetzt.
Seit der Gemeindereform Anfang der 1970er Jahre gehört Hattingen zur Gesamtgemeinde Immendingen und damit zum Landkreis Tuttlingen. Die Selbstständigkeit gab Hattingen mit Eingemeindungsvertrag zum 1. Dezember 1974 auf. Vor der Eingliederung in den Landkreis Tuttlingen gehörte Hattingen zum Landkreis Donaueschingen.

## Wappen
| | Blasonierung: „In rot ein silberner Schrägbalken, belegt mit drei schwarzen, sechsstrahligen Sternen“ |
| Wappenbegründung: Der Schrägbalken deutet auf das Wappen der Herren von Hattingen, die Sterne auf die Herrschaft von Hewen hin. Das Wappen wurde im Jahre 1901 angenommen. | |

## Sehenswürdigkeiten

### Pfarrkirche

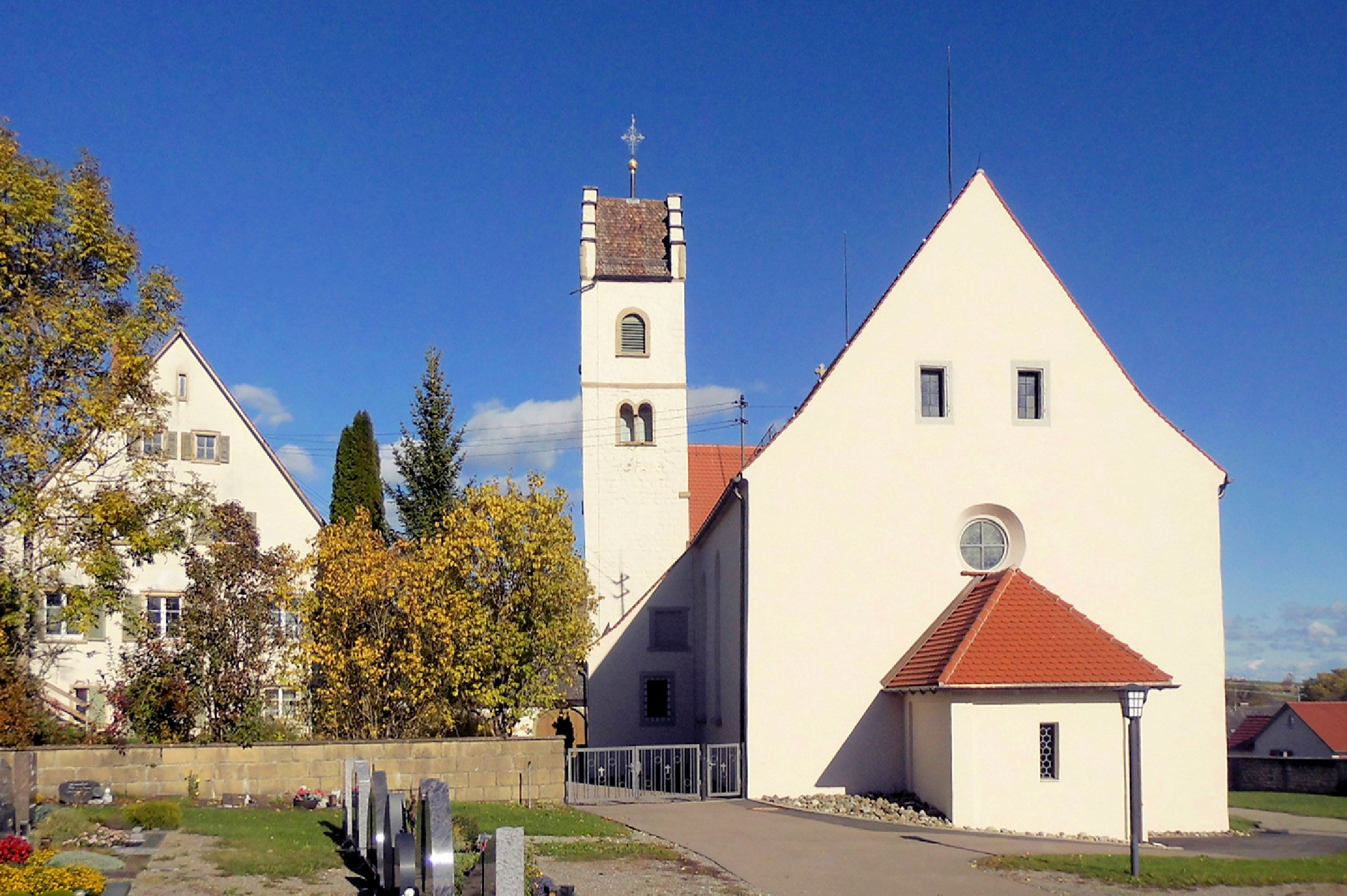
Pfarrkirche St. Theopont und Synesius

Im Jahre 1212 wurde die Hattinger Pfarrkirche erstmals urkundlich erwähnt. Die heutige Pfarrkirche, die auf den Fundamenten der alten ruht, stammt von 1607. Hattingen war immer eine ergiebige Pfarrpfründe, da hier umfangreicher Grundbesitz vorhanden war. Viele Geistliche bewarben sich nach Hattingen. Die Schutzpatrone der Pfarrkirche in Hattingen sind Theopont und Synesius. Die Bevölkerung ist überwiegend römisch-katholisch.

### Brunnenkapelle
Im Jahr 1275 wurde die Brunnenkapelle dem heiligen Nikolaus geweiht. Um die Brunnenkapelle ranken sich verschiedene Legenden. Die Brunnenkapelle wurde früher auch Roßkapelle genannt, weil sich einer Sage nach einmal ein Ross oben im Chorraum gefangen hatte und durch das „Anfressen“ des Glockenseils auf sich aufmerksam machte. Die Brunnenkapelle wird mit dem jährlichen „Brunnenkapellenfest“ der Pfadfinder Hattingens gewürdigt. Ende des Jahres 2006 wurde die Kapelle außen renoviert. Aktuell ist die Kapelle auf Grund eines Hausschwammbefalls geschlossen und muss in naher Zukunft saniert werden. Dafür setzt sich ein Förderkreis ein.

### Johannes-und-Jakobus-Kapelle am Witthoh

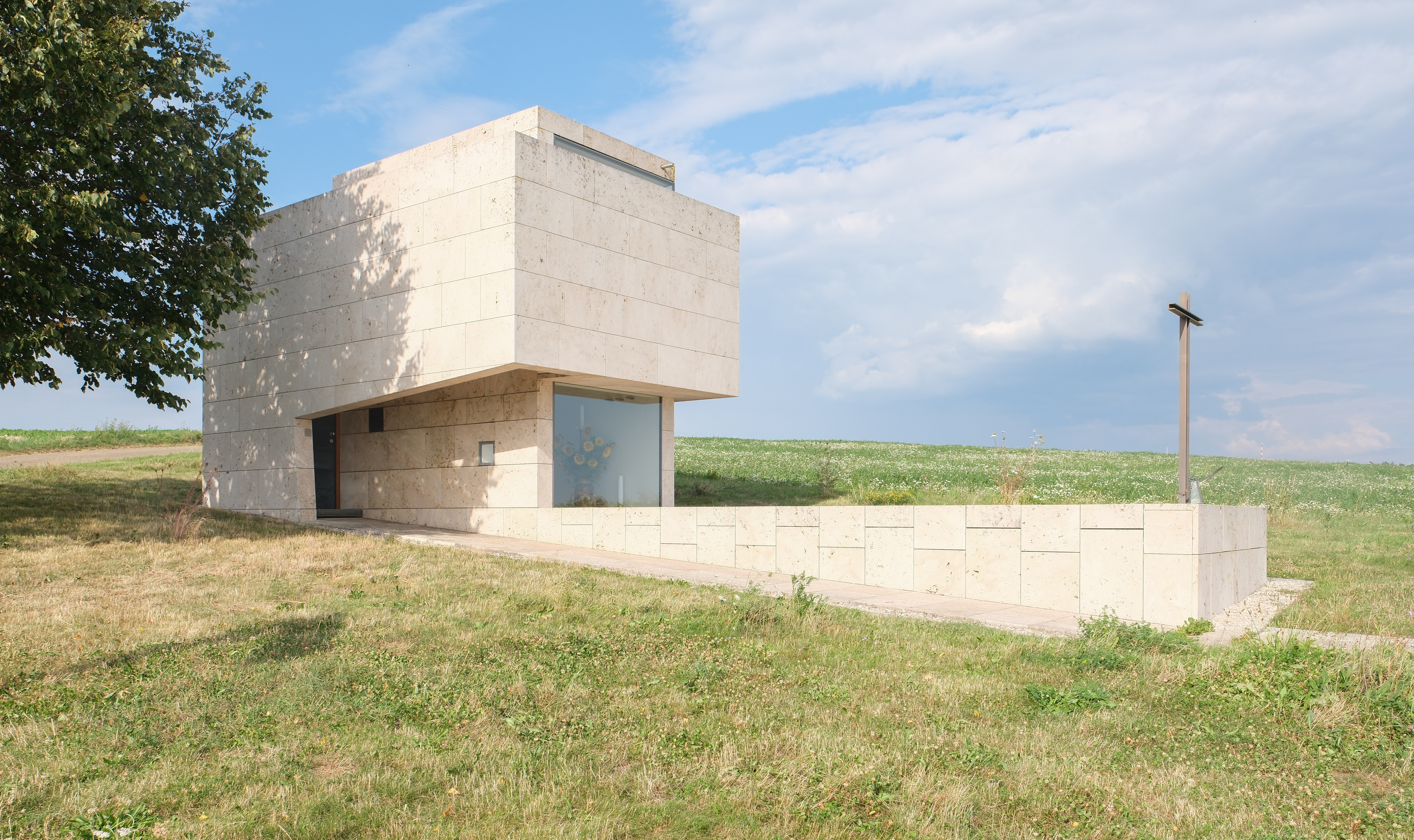
Johannes-und-Jakobus-Kapelle

Im Jahr 2004 wurde die Johannes-und-Jakobus-Kapelle am Witthoh errichtet.

### Lindenbaum
Das „Wahrzeichen“ des Ortes ist eine Linde in der Hauptstraße, genannt Lindenbaum. Der Durchmesser ihres Stammes beträgt 1,70 Meter, ihre Höhe rund 40 Meter. Im Juni 2008 wurde die Anlage um den Brunnen und um den Lindenbaum neu angelegt.

## Verkehr

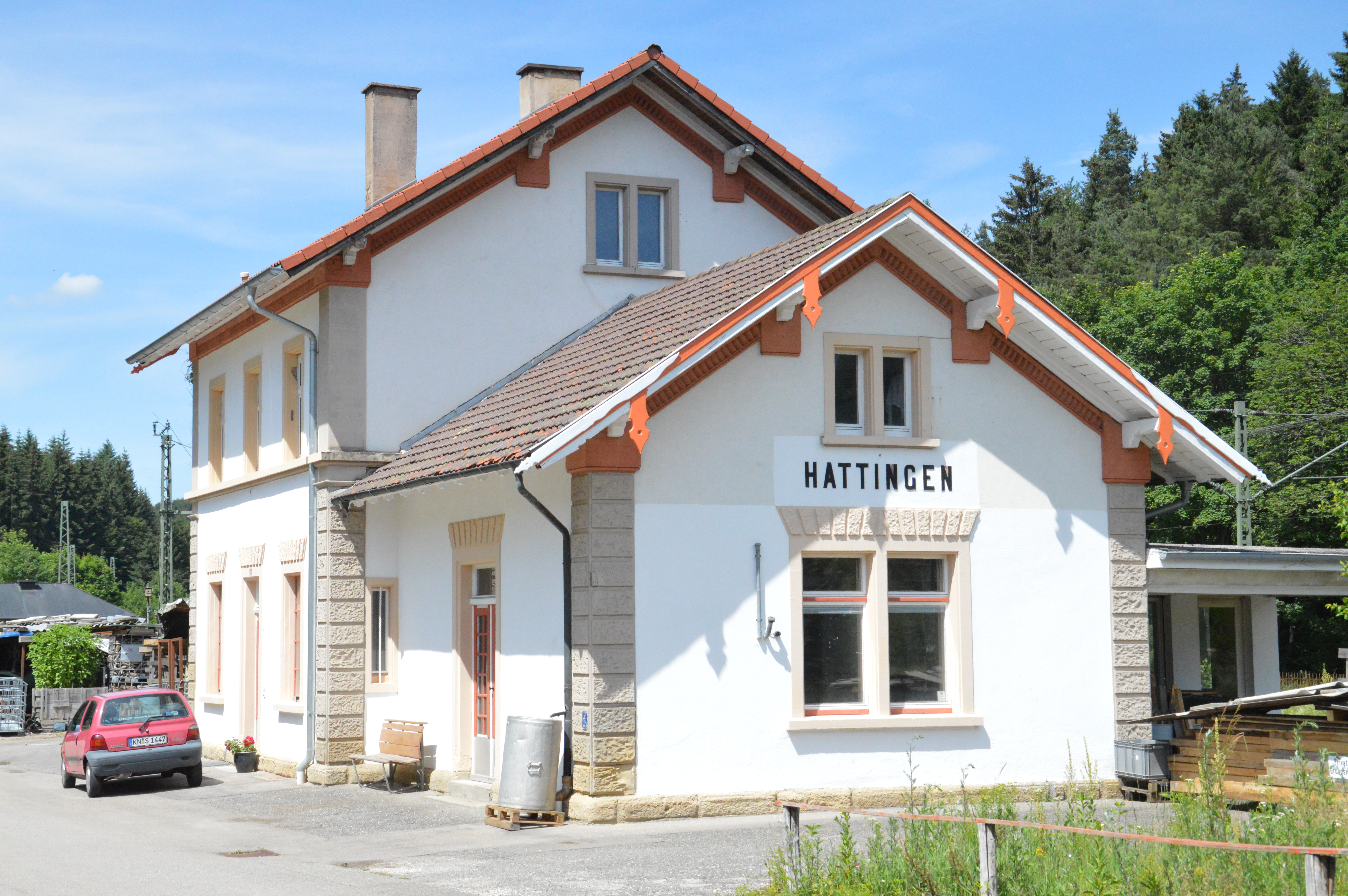
Bahnhof in Hattingen

Hattingen liegt an der Abzweigung der eingleisigen Verbindungskurve nach Tuttlingen von der zweigleisigen Schwarzwaldbahn. Am Bahnhof Hattingen (Baden) halten heute zwar keine Züge mehr, doch dient die Station weiterhin als Betriebsbahnhof. Südlich daran schließt sich der Hattinger Tunnel an.
Die Buslinie 410 verbindet Hattingen mit Immendingen und Möhringen, wo Ringzug-Anschluss nach unter anderem Tuttlingen und Rottweil besteht.